# Daihatsu UFE-III
Pour les articles homonymes, voir UFE.
La Daihatsu UFE-III est un concept-car hybride créé pour le salon de Tokyo 2005. Elle ne pèse que 440 kg, possède 3 places (une place à l'avant et deux à l'arrière), elle fait 3,40 mètres de long. Elle équipée d'un 3 cylindres essence et d'un moteur électrique, sa consommation ne serai que de 1,5 litre aux 100 km.